# گود زنبورک‌خانه
گود زنبورک‌خانه که گاه چال زنبورک‌خانه نیز نامیده می‌شد، نام یکی از محلات قدیمی تهران بود که در نزدیکی سر قبر آقا در شمال خیابان مولوی امروزی قرار داشت.

## تاریخچه و نامگذاری
تهران در زمان شاه تهماسب اول دارای بارویی شد با ۴ دروازه و خندقی که در گرداگرد آن حفر نموده بودند. از آن‌جا که خاک به‌دست آمده از خندق برای ساختن برج‌های این بارو کافی نبود، مبادرت به خاک‌برداری از پنج محل در داخل شهر نمودند که در نتیجه پنج گودال به‌وجود آمد که به نام‌های چاله‌میدان∗، چاله‌حصار∗، گود فیل‌خانه∗، گود دروازه محمدیه∗ و گود زنبورک‌خانه معروف شدند.
زنبورک نوعی اسلحه گرم بین توپ و تفنگ بود. لوله‌ای به طول سه چارک داشت که ته آن گشاد و دهن آن تنگ بود سه‌پایه داشت و آن پایه‌ها را روی زمین و گاهی هم بر پشت شتر می‌گذاشتند؛ و هر کدام از گلوله‌هایش به اندازه یک گردو بود.
زنبورک را معمولاً به صورت مورب جلوی شتر می‌بستند و زیر آن خورجینی داشت که باروت و دیگر مواد قرار داشت و در موقع جنگ از بالای شتر مورد استفاده قرار می‌گرفت. نادر شاه در فتح هندوستان از این اسلحه استفاده شایانی کرده است.

## موقعیت مکانی
زنبورکچی  یا زنبور کچی باشی، نظامیانی بودند که زنبورک داشتند. گذر زنبورکچی در امتداد گذر لوطی صالح قرار داشت که در شمال آن تکیه زنبورک خانه و در جنوب آن چال زنبورک خانه واقع بود سمت غرب آن عمارت وزیر مختار انگلیس و جنوب آن باغ وزیر مختار انگلیس بنا شده بود.
شخص زنبورکچی باشی در عمارت و باغ زنبورکچی اقامت داشت و قاطرها و شترهای حامل مهمات زنبورک خانه در گود یا چال زنبورک خانه بودند. این گود در نزدیکی بقعه سر قبر آقا (مولوی امروزی) قرار داشت که گود زنبورک خانه نامیده می‌شد و هر زمان که به آن‌ها احتیاجی پیدا می‌شد از همان گود به جنگ فرستاده می‌شدند.